# Lista de municípios de São Paulo por área (1959)

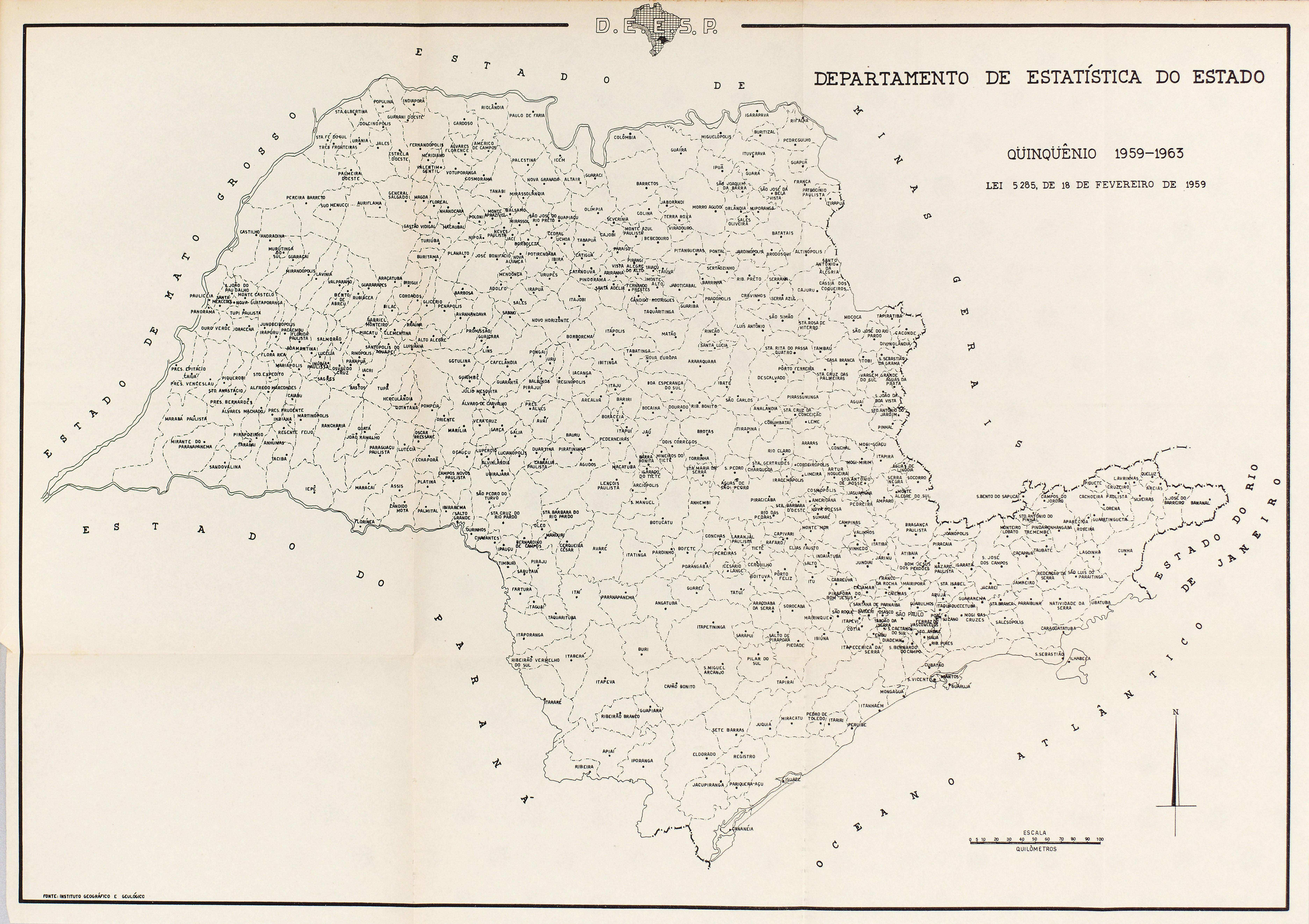
Mapa do estado de São Paulo (1959).

Esta é a divisão territorial administrativa do estado de São Paulo vigente no quinquênio 1960-1964, incluindo a área territorial dos municípios, com os topônimos da época. O estado de São Paulo possuía 435 municípios até 1959 e passou a contar com 502 municípios em 1960, quando foram instalados os municípios e distritos criados através da Lei nº 5.285 de 18 de fevereiro de 1959. Os municípios de Rafard, Roseira e Tarabai não foram instalados por decisão judicial, e em 1961 o município de Florínea volta a condição de distrito também por decisão judicial, passando o estado a contar com 501 municípios até 1964.
|      | Nome                                                       | Área (km2) | Mun. | Distr. |
| ---- | ---------------------------------------------------------- | ---------- | ---- | ------ |
| 1º   | Presidente Epitácio                                        | 2985,0     | 1948 | 1936   |
| 2º   | Pereira Barreto                                            | 2513,0     | 1938 | 1934   |
|      | Aparecida d'Oeste (Pereira Barreto)                        |            |      | 1959   |
|      | Bela Floresta (Pereira Barreto)                            |            |      | 1944   |
|      | Itapura (Pereira Barreto)                                  |            |      | 1959   |
|      | Marinópolis (Pereira Barreto)                              |            |      | 1959   |
| 3º   | Araçatuba                                                  | 2503,0     | 1921 | 1917   |
|      | Major Prado (Araçatuba)                                    |            |      | 1934   |
| 4º   | Itapeva                                                    | 2459,0     | 1769 | 1766   |
|      | Campina do Veado (Itapeva)                                 |            |      | 1944   |
|      | Guarizinho (Itapeva)                                       |            |      | 1938   |
|      | Taquarivaí (Itapeva)                                       |            |      | 1959   |
| 5º   | Iporanga                                                   | 2290,0     | 1936 | 1830   |
|      | Barra do Turvo (Iporanga)                                  |            |      | 1938   |
| 6º   | Iguape                                                     | 2080,0     | 1639 | 1635   |
| 7º   | Marabá Paulista                                            | 2078,0     | 1953 | 1944   |
|      | Teodoro Sampaio (Marabá Paulista)                          |            |      | 1959   |
| 8º   | Capão Bonito                                               | 1954,0     | 1868 | 1866   |
| 9º   | Itapetininga                                               | 1940,0     | 1771 | 1770   |
|      | 02º Subdistrito - Aparecida do Sul (Itapetininga)          |            |      | 1934   |
|      | Alambari (Itapetininga)                                    |            |      | 1861   |
|      | Gramadinho (Itapetininga)                                  |            |      | 1913   |
|      | Morro do Alto (Itapetininga)                               |            |      | 1913   |
| 10º  | Eldorado                                                   | 1712,0     | 1842 | 1763   |
|      | Braço (Eldorado)                                           |            |      | 1944   |
|      | Itapeúna                                                   |            |      | 1900   |
| 11º  | Rancharia                                                  | 1616,0     | 1935 | 1934   |
|      | Agissê (Rancharia)                                         |            |      | 1940   |
|      | Gardênia (Rancharia)                                       |            |      | 1948   |
| 12º  | Araraquara                                                 | 1611,0     | 1832 | 1817   |
|      | Américo Brasiliense (Araraquara)                           |            |      | 1922   |
|      | Bueno de Andrada (Araraquara)                              |            |      | 1924   |
|      | Gavião Peixoto (Araraquara)                                |            |      | 1924   |
|      | Motuca (Araraquara)                                        |            |      | 1925   |
| 13º  | Apiaí                                                      | 1578,0     | 1771 | 1765   |
|      | Araçaíba (Apiaí)                                           |            |      | 1916   |
|      | Barra do Chapéu (Apiaí)                                    |            |      | 1939   |
|      | Itaóca (Apiaí)                                             |            |      | 1908   |
| 14º  | Barretos                                                   | 1570,0     | 1885 | 1874   |
|      | 02º Subdistrito - Fortaleza (Barretos)                     |            |      | 1945   |
|      | Alberto Moreira (Barretos)                                 |            |      | 1944   |
|      | Ibitu (Barretos)                                           |            |      | 1908   |
| 15º  | São Paulo                                                  | 1516,0     | 1558 |        |
|      | 01º Subdistrito - Sé (São Paulo)                           |            |      | 1554   |
|      | 02º Subdistrito - Liberdade (São Paulo)                    |            |      | 1833   |
|      | 03º Subdistrito - Penha de França (São Paulo)              |            |      | 1796   |
|      | 04º Subdistrito - N. Senhora do Ó (São Paulo)              |            |      | 1796   |
|      | 05º Subdistrito - Santa Efigênia (São Paulo)               |            |      | 1809   |
|      | 06º Subdistrito - Brás (São Paulo)                         |            |      | 1818   |
|      | 07º Subdistrito - Consolação (São Paulo)                   |            |      | 1870   |
|      | 08º Subdistrito - Santana (São Paulo)                      |            |      | 1889   |
|      | 09º Subdistrito - Vila Mariana (São Paulo)                 |            |      | 1895   |
|      | 10º Subdistrito - Belenzinho (São Paulo)                   |            |      | 1899   |
|      | 11º Subdistrito - Santa Cecília (São Paulo)                |            |      | 1899   |
|      | 12º Subdistrito - Cambuci (São Paulo)                      |            |      | 1906   |
|      | 13º Subdistrito - Butantã (São Paulo)                      |            |      | 1907   |
|      | 14º Subdistrito - Lapa (São Paulo)                         |            |      | 1910   |
|      | 15º Subdistrito - Bom Retiro (São Paulo)                   |            |      | 1910   |
|      | 16º Subdistrito - Moóca (São Paulo)                        |            |      | 1910   |
|      | 17º Subdistrito - Bela Vista (São Paulo)                   |            |      | 1910   |
|      | 18º Subdistrito - Ipiranga (São Paulo)                     |            |      | 1918   |
|      | 19º Subdistrito - Perdizes (São Paulo)                     |            |      | 1920   |
|      | 20º Subdistrito - Jardim América (São Paulo)               |            |      | 1924   |
|      | 21º Subdistrito - Saúde (São Paulo)                        |            |      | 1925   |
|      | 22º Subdistrito - Tucuruvi (São Paulo)                     |            |      | 1934   |
|      | 23º Subdistrito - Casa Verde (São Paulo)                   |            |      | 1928   |
|      | 24º Subdistrito - Indianópolis (São Paulo)                 |            |      | 1934   |
|      | 25º Subdistrito - Pari (São Paulo)                         |            |      | 1934   |
|      | 26º Subdistrito - Vila Prudente (São Paulo)                |            |      | 1934   |
|      | 27º Subdistrito - Tatuapé (São Paulo)                      |            |      | 1934   |
|      | 28º Subdistrito - Jardim Paulista (São Paulo)              |            |      | 1934   |
|      | 29º Subdistrito - Santo Amaro (São Paulo)                  |            |      | 1686   |
|      | 30º Subdistrito - Ibirapuera (São Paulo)                   |            |      | 1934   |
|      | 31º Subdistrito - Pirituba (São Paulo)                     |            |      | 1935   |
|      | 32º Subdistrito - Capela do Socorro (São Paulo)            |            |      | 1938   |
|      | 33º Subdistrito - Alto da Moóca (São Paulo)                |            |      | 1938   |
|      | 34º Subdistrito - Cerqueira César (São Paulo)              |            |      | 1938   |
|      | 35º Subdistrito - Barra Funda (São Paulo)                  |            |      | 1938   |
|      | 36º Subdistrito - Vila Maria (São Paulo)                   |            |      | 1938   |
|      | 37º Subdistrito - Aclimação (São Paulo)                    |            |      | 1938   |
|      | 38º Subdistrito - Vila Matilde (São Paulo)                 |            |      | 1939   |
|      | 39º Subdistrito - Vila Madalena (São Paulo)                |            |      | 1948   |
|      | Ermelino Matarazzo (São Paulo)                             |            |      | 1959   |
|      | Guaianazes (São Paulo)                                     |            |      | 1929   |
|      | Itaquera (São Paulo)                                       |            |      | 1920   |
|      | Jaraguá (São Paulo)                                        |            |      | 1948   |
|      | Parelheiros (São Paulo)                                    |            |      | 1944   |
|      | Perus (São Paulo)                                          |            |      | 1934   |
|      | São Miguel Paulista (São Paulo)                            |            |      | 1891   |
| 16º  | Botucatú                                                   | 1496,0     | 1855 | 1846   |
|      | 02º Subdistrito - Vila dos Lavradores (Botucatú)           |            |      | 1937   |
|      | Rubião Júnior (Botucatú)                                   |            |      | 1959   |
|      | Vitoriana (Botucatú)                                       |            |      | 1928   |
| 17º  | Avaré                                                      | 1462,0     | 1875 | 1870   |
|      | Arandu (Avaré)                                             |            |      | 1944   |
| 18º  | Piracicaba                                                 | 1452,0     | 1821 | 1810   |
|      | 02º Subdistrito - Vila Rezende (Piracicaba)                |            |      | 1917   |
|      | 03º Subdistrito - Cidade Alta (Piracicaba)                 |            |      | 1944   |
|      | Artemis (Piracicaba)                                       |            |      | 1936   |
|      | Ibitiruna (Piracicaba)                                     |            |      | 1922   |
|      | Saltinho (Piracicaba)                                      |            |      | 1922   |
|      | Tupi (Piracicaba)                                          |            |      | 1936   |
| 19º  | Morro Agudo                                                | 1372,0     | 1934 | 1894   |
| 20º  | Cananéia                                                   | 1338,0     | 1600 | 1587   |
|      | Ariri (Cananéia)                                           |            |      | 1920   |
| 21º  | Cunha                                                      | 1333,0     | 1785 | 1736   |
|      | Campos de Cunha (Cunha)                                    |            |      | 1872   |
| 22º  | Santa Cruz do Rio Pardo                                    | 1325,0     | 1876 | 1872   |
|      | Caporanga (Santa Cruz do Rio Pardo)                        |            |      | 1944   |
|      | Clarínia (Santa Cruz do Rio Pardo)                         |            |      | 1944   |
|      | Espírito Santo do Turvo (Santa Cruz do Rio Pardo)          |            |      | 1878   |
|      | Sodrélia (Santa Cruz do Rio Pardo)                         |            |      | 1929   |
| 23º  | Andradina                                                  | 1287,0     | 1938 | 1937   |
|      | Nova Independência (Andradina)                             |            |      | 1948   |
| 24º  | Guaíra                                                     | 1241,0     | 1928 | 1908   |
| 25º  | Mirante do Paranapanema                                    | 1235,0     | 1953 | 1953   |
|      | Costa Machado (Mirante do Paranapanema)                    |            |      | 1948   |
|      | Cuiabá Paulista (Mirante do Paranapanema)                  |            |      | 1953   |
| 26º  | Martinópolis                                               | 1219,0     | 1938 | 1929   |
|      | Guachos (Martinópolis)                                     |            |      | 1953   |
|      | Teçaindá (Martinópolis)                                    |            |      | 1944   |
| 27º  | Buri                                                       | 1213,0     | 1921 | 1907   |
|      | Aracaçu (Buri)                                             |            |      | 1926   |
| 28º  | Pirapozinho                                                | 1210,0     | 1948 | 1936   |
|      | Estrela do Norte (Pirapozinho)                             |            |      | 1953   |
|      | Itororó do Paranapanema (Pirapozinho)                      |            |      | 1953   |
|      | Narandiba (Pirapozinho)                                    |            |      | 1944   |
|      | Tarabaí (Pirapozinho)                                      |            |      | 1953   |
| 29º  | Agudos                                                     | 1208,0     | 1898 | 1897   |
|      | Domélia (Agudos)                                           |            |      | 1934   |
|      | Paulistânia (Agudos)                                       |            |      | 1934   |
| 30º  | Itaí                                                       | 1205,0     | 1891 | 1874   |
| 31º  | Angatuba                                                   | 1202,0     | 1885 | 1872   |
|      | Campina do Monte Alegre (Angatuba)                         |            |      | 1959   |
| 32º  | Itararé                                                    | 1195,0     | 1893 | 1885   |
| 33º  | Lençóis Paulista                                           | 1156,0     | 1865 | 1858   |
|      | Alfredo Guedes (Lençóis Paulista)                          |            |      | 1934   |
|      | Borebi (Lençóis Paulista)                                  |            |      | 1922   |
| 34º  | Marília                                                    | 1154,0     | 1928 | 1926   |
|      | Amadeu Amaral (Marília)                                    |            |      | 1944   |
|      | Avencas (Marília)                                          |            |      | 1934   |
|      | Dirceu (Marília)                                           |            |      | 1936   |
|      | Lácio (Marília)                                            |            |      | 1936   |
|      | Padre Nóbrega (Marília)                                    |            |      | 1936   |
|      | Rosália (Marília)                                          |            |      | 1937   |
| 35º  | Ribeirão Preto                                             | 1150,0     | 1871 | 1870   |
|      | 02º Subdistrito - Vila Tibério (Ribeirão Preto)            |            |      | 1948   |
|      | Bonfim Paulista (Ribeirão Preto)                           |            |      | 1902   |
|      | Dumont (Ribeirão Preto)                                    |            |      | 1948   |
|      | Guatapará (Ribeirão Preto)                                 |            |      | 1953   |
| 36º  | Mogi das Cruzes                                            | 1145,0     | 1611 | 1611   |
|      | Biritiba Mirim (Mogi das Cruzes)                           |            |      | 1924   |
|      | Brás Cubas (Mogi das Cruzes)                               |            |      | 1953   |
|      | Jundiapeba (Mogi das Cruzes)                               |            |      | 1938   |
|      | Sabaúna (Mogi das Cruzes)                                  |            |      | 1920   |
|      | Taiaçupeba (Mogi das Cruzes)                               |            |      | 1927   |
| 37º  | São José dos Campos                                        | 1142,0     | 1767 | 1768   |
|      | 02º Subdistrito - Santana do Paraíba (São José dos Campos) |            |      | 1934   |
|      | Eugênio de Melo (São José dos Campos)                      |            |      | 1934   |
|      | São Francisco Xavier (São José dos Campos)                 |            |      | 1892   |
| 38º  | São Carlos                                                 | 1132,0     | 1865 | 1858   |
|      | 02º Subdistrito - Ana Prado (São Carlos)                   |            |      | 1959   |
|      | Água Vermelha (São Carlos)                                 |            |      | 1948   |
|      | Santa Eudóxia (São Carlos)                                 |            |      | 1912   |
| 39º  | Franca                                                     | 1118,0     | 1821 | 1804   |
|      | 02º Subdistrito - Estação (Franca)                         |            |      | 1934   |
|      | Jeriquara (Franca)                                         |            |      | 1919   |
|      | Restinga (Franca)                                          |            |      | 1911   |
|      | Ribeirão Corrente (Franca)                                 |            |      | 1910   |
| 40º  | Paulo de Faria                                             | 1118,0     | 1938 | 1921   |
|      | Orindiúva (Paulo de Faria)                                 |            |      | 1935   |
| 41º  | Fernandópolis                                              | 1104,0     | 1944 | 1944   |
|      | Brasitânia (Fernandópolis)                                 |            |      | 1959   |
|      | Macedônia (Fernandópolis)                                  |            |      | 1948   |
|      | Pedranópolis (Fernandópolis)                               |            |      | 1944   |
| 42º  | Jacupiranga                                                | 1095,0     | 1927 | 1870   |
|      | Cajati (Jacupiranga)                                       |            |      | 1944   |
| 43º  | Ibiúna                                                     | 1088,0     | 1857 | 1811   |
|      | Paruru (Ibiúna)                                            |            |      | 1959   |
| 44º  | Bragança Paulista                                          | 1071,0     | 1797 | 1765   |
|      | Pedra Bela (Bragança Paulista)                             |            |      | 1929   |
|      | Pinhalzinho (Bragança Paulista)                            |            |      | 1936   |
|      | Tuiuti (Bragança Paulista)                                 |            |      | 1902   |
|      | Vargem (Bragança Paulista)                                 |            |      | 1929   |
| 45º  | Brotas                                                     | 1062,0     | 1859 | 1846   |
| 46º  | Sete Barras                                                | 1062,0     | 1959 | 1885   |
| 47º  | Castilho                                                   | 1054,0     | 1953 | 1944   |
| 48º  | José Bonifácio                                             | 1053,0     | 1926 | 1914   |
|      | Salto do Avanhandava (José Bonifácio)                      |            |      | 1959   |
|      | Ubarana (José Bonifácio)                                   |            |      | 1925   |
| 49º  | Itaberá                                                    | 1050,0     | 1891 | 1871   |
|      | Turiba do Sul (Itaberá)                                    |            |      | 1959   |
| 50º  | Itapecerica da Serra                                       | 1049,0     | 1877 | 1841   |
|      | Embu-Guaçu (Itapecerica da Serra)                          |            |      | 1944   |
|      | Juquitiba (Itapecerica da Serra)                           |            |      | 1907   |
|      | São Lourenço da Serra (Itapecerica da Serra)               |            |      | 1953   |
| 51º  | Pompéia                                                    | 1041,0     | 1938 | 1928   |
|      | Novo Cravinhos (Pompéia)                                   |            |      | 1936   |
|      | Paulópolis (Pompéia)                                       |            |      | 1937   |
|      | Queiroz (Pompéia)                                          |            |      | 1944   |
| 52º  | Paraguaçu Paulista                                         | 1033,0     | 1924 | 1923   |
|      | Borá (Paraguaçu Paulista)                                  |            |      | 1934   |
|      | Conceição do Monte Alegre (Paraguaçu Paulista)             |            |      | 1891   |
|      | Sapezal (Paraguaçu Paulista)                               |            |      | 1923   |
| 53º  | Campinas                                                   | 1032,0     | 1797 | 1774   |
|      | 02º Subdistrito - Santa Cruz (Campinas)                    |            |      | 1870   |
|      | 03º Subdistrito - Vila Industrial (Campinas)               |            |      | 1934   |
|      | Barão Geraldo (Campinas)                                   |            |      | 1953   |
|      | Joaquim Egídio (Campinas)                                  |            |      | 1959   |
|      | Paulínia (Campinas)                                        |            |      | 1944   |
|      | Souzas (Campinas)                                          |            |      | 1896   |
| 54º  | Mirandópolis                                               | 1027,0     | 1944 | 1937   |
|      | Amandaba (Mirandópolis)                                    |            |      | 1942   |
|      | Roteiro (Mirandópolis)                                     |            |      | 1948   |
| 55º  | Itápolis                                                   | 1010,0     | 1891 | 1886   |
|      | Nova América (Itápolis)                                    |            |      | 1910   |
| 56º  | Iepê                                                       | 1000,0     | 1944 | 1927   |
|      | Nantes (Iepê)                                              |            |      | 1953   |
| 57º  | Presidente Bernardes                                       | 982,0      | 1935 | 1925   |
|      | Araxãs (Presidente Bernardes)                              |            |      | 1936   |
|      | Emilianópolis (Presidente Bernardes)                       |            |      | 1948   |
|      | Nova Pátria (Presidente Bernardes)                         |            |      | 1948   |
| 58º  | Miracatu                                                   | 980,0      | 1938 | 1872   |
|      | Pedro Barros (Miracatu)                                    |            |      | 1944   |
| 59º  | Santa Fé do Sul                                            | 974,0      | 1953 | 1953   |
|      | Rubinéia (Santa Fé do Sul)                                 |            |      | 1953   |
|      | Santa Clara d'Oeste (Santa Fé do Sul)                      |            |      | 1953   |
|      | Santa Rita d'Oeste (Santa Fé do Sul)                       |            |      | 1953   |
|      | Santana da Ponte Pensa (Santa Fé do Sul)                   |            |      | 1953   |
| 60º  | Itaporanga                                                 | 973,0      | 1871 | 1855   |
|      | Barão de Antonina (Itaporanga)                             |            |      | 1944   |
|      | Coronel Macedo (Itaporanga)                                |            |      | 1910   |
| 61º  | Itatinga                                                   | 946,0      | 1896 | 1891   |
|      | Lobo (Itatinga)                                            |            |      | 1925   |
| 62º  | Altinópolis                                                | 936,0      | 1918 | 1875   |
| 63º  | São Miguel Arcanjo                                         | 932,0      | 1889 | 1877   |
| 64º  | Novo Horizonte                                             | 931,0      | 1916 | 1906   |
|      | Vale Formoso (Novo Horizonte)                              |            |      | 1945   |
| 65º  | Mogi Guaçu                                                 | 929,0      | 1877 | 1740   |
| 66º  | Guararapes                                                 | 926,0      | 1937 | 1934   |
|      | Ribeiro do Vale (Guararapes)                               |            |      | 1944   |
| 67º  | Cafelândia                                                 | 924,0      | 1925 | 1919   |
|      | Bacuriti (Cafelândia)                                      |            |      | 1944   |
|      | Cafesópolis (Cafelândia)                                   |            |      | 1944   |
|      | Simões (Cafelândia)                                        |            |      | 1936   |
| 68º  | General Salgado                                            | 900,0      | 1944 | 1937   |
|      | Japiúba (General Salgado)                                  |            |      | 1948   |
|      | São João de Iracema (General Salgado)                      |            |      | 1948   |
| 69º  | Maracaí                                                    | 898,0      | 1924 | 1919   |
|      | Cruzália (Maracaí)                                         |            |      | 1935   |
|      | São José das Laranjeiras (Maracaí)                         |            |      | 1959   |
| 70º  | Pirajú                                                     | 890,0      | 1880 | 1871   |
|      | Tejupá (Pirajú)                                            |            |      | 1899   |
| 71º  | Paranapanema                                               | 885,0      | 1944 | 1859   |
| 72º  | Tupã                                                       | 878,0      | 1938 | 1934   |
|      | Arco-Íris (Tupã)                                           |            |      | 1948   |
|      | Parnaso (Tupã)                                             |            |      | 1953   |
|      | Universo (Tupã)                                            |            |      | 1959   |
|      | Varpa (Tupã)                                               |            |      | 1927   |
| 73º  | Casa Branca                                                | 865,0      | 1841 | 1814   |
|      | Lagoa Branca (Casa Branca)                                 |            |      | 1934   |
| 74º  | Juquiá                                                     | 865,0      | 1948 | 1853   |
| 75º  | Natividade da Serra                                        | 848,0      | 1935 | 1858   |
|      | Bairro Alto (Natividade da Serra)                          |            |      | 1842   |
| 76º  | Mococa                                                     | 845,0      | 1871 | 1856   |
|      | Igaraí (Mococa)                                            |            |      | 1904   |
|      | São Benedito das Areias (Mococa)                           |            |      | 1934   |
| 77º  | São Manuel                                                 | 845,0      | 1885 | 1880   |
|      | Aparecida de São Manuel (São Manuel)                       |            |      | 1882   |
|      | Pratânia (São Manuel)                                      |            |      | 1899   |
| 78º  | Cardoso                                                    | 839,0      | 1948 | 1942   |
|      | Mira Estrela (Cardoso)                                     |            |      | 1959   |
| 79º  | Batatais                                                   | 838,0      | 1839 | 1814   |
| 80º  | Jales                                                      | 819,0      | 1948 | 1944   |
|      | Pontalinda (Jales)                                         |            |      | 1953   |
|      | São Francisco (Jales)                                      |            |      | 1959   |
|      | Vitória Brasil (Jales)                                     |            |      | 1948   |
| 81º  | Ribeira                                                    | 818,0      | 1936 | 1872   |
|      | Itapirapuã (Ribeira)                                       |            |      | 1944   |
| 82º  | Cajurú                                                     | 814,0      | 1865 | 1846   |
|      | Cruz da Esperança (Cajurú)                                 |            |      | 1923   |
| 83º  | Santa Bárbara do Rio Pardo                                 | 813,0      | 1876 | 1874   |
|      | Iaras (Santa Bárbara do Rio Pardo)                         |            |      | 1921   |
| 84º  | Olímpia                                                    | 812,0      | 1917 | 1906   |
|      | Baguaçu (Olímpia)                                          |            |      | 1944   |
|      | Ribeiro dos Santos (Olímpia)                               |            |      | 1938   |
| 85º  | Pirajuí                                                    | 808,0      | 1914 | 1907   |
|      | Corredeira (Pirajuí)                                       |            |      | 1922   |
|      | Pradínia (Pirajuí)                                         |            |      | 1939   |
|      | Santo Antônio da Estiva (Pirajuí)                          |            |      | 1948   |
| 86º  | Miguelópolis                                               | 800,0      | 1944 | 1927   |
| 87º  | Promissão                                                  | 787,0      | 1923 | 1919   |
|      | Santa Maria do Gurupá (Promissão)                          |            |      | 1937   |
| 88º  | São Pedro do Turvo                                         | 782,0      | 1891 | 1874   |
| 89º  | Guaratinguetá                                              | 779,0      | 1651 | 1630   |
|      | 02º Subdistrito (Guaratinguetá)                            |            |      | 1944   |
| 90º  | Presidente Venceslau                                       | 769,0      | 1926 | 1925   |
| 91º  | Jundiaí                                                    | 768,0      | 1655 | 1651   |
|      | Campo Limpo (Jundiaí)                                      |            |      | 1953   |
|      | Itupeva (Jundiaí)                                          |            |      | 1953   |
|      | Várzea Paulista (Jundiaí)                                  |            |      | 1953   |
| 92º  | Valparaíso                                                 | 766,0      | 1937 | 1934   |
| 93º  | Pederneiras                                                | 765,0      | 1891 | 1889   |
|      | Guaianás (Pederneiras)                                     |            |      | 1934   |
|      | Santelmo (Pederneiras)                                     |            |      | 1938   |
|      | Vanglória (Pederneiras)                                    |            |      | 1948   |
| 94º  | Nova Granada                                               | 761,0      | 1925 | 1917   |
|      | Ingás (Nova Granada)                                       |            |      | 1927   |
|      | Mangaratú (Nova Granada)                                   |            |      | 1929   |
|      | Onda Branca (Nova Granada)                                 |            |      | 1939   |
|      | Onda Verde (Nova Granada)                                  |            |      | 1934   |
| 95º  | Bananal                                                    | 753,0      | 1832 | 1811   |
|      | Arapeí (Bananal)                                           |            |      | 1944   |
| 96º  | Santos                                                     | 753,0      | 1545 | 1543   |
|      | 02º Subdistrito (Santos)                                   |            |      | 1932   |
|      | Bertioga (Santos)                                          |            |      | 1944   |
| 97º  | Tanabi                                                     | 747,0      | 1924 | 1906   |
|      | Ibiporanga (Tanabi)                                        |            |      | 1942   |
| 98º  | Ituverava                                                  | 746,0      | 1885 | 1847   |
|      | Capivari da Mata (Ituverava)                               |            |      | 1953   |
|      | São Benedito da Cachoeirinha (Ituverava)                   |            |      | 1948   |
| 99º  | Pindamonhangaba                                            | 746,0      | 1705 | 1690   |
|      | Moreira César (Pindamonhangaba)                            |            |      | 1959   |
| 100º | Pedregulho                                                 | 744,0      | 1921 | 1902   |
|      | Alto Porã (Pedregulho)                                     |            |      | 1948   |
|      | Igaçaba (Pedregulho)                                       |            |      | 1935   |
| 101º | Descalvado                                                 | 743,0      | 1865 | 1844   |
| 102º | Santo Anastácio                                            | 743,0      | 1925 | 1921   |
|      | Ribeirão dos Índios (Santo Anastácio)                      |            |      | 1936   |
| 103º | Santa Rita do Passa Quatro                                 | 738,0      | 1885 | 1866   |
|      | Jacirendi (Santa Rita do Passa Quatro)                     |            |      | 1897   |
| 104º | São Luís do Paraitinga                                     | 737,0      | 1773 | 1769   |
|      | Catuçaba (São Luís do Paraitinga)                          |            |      | 1944   |
| 105º | Paraibuna                                                  | 735,0      | 1832 | 1812   |
| 106º | Assis                                                      | 732,0      | 1917 | 1915   |
|      | Tarumã (Assis)                                             |            |      | 1927   |
| 107º | Piedade                                                    | 729,0      | 1857 | 1847   |
| 108º | Anhembi                                                    | 728,0      | 1948 | 1866   |
|      | Pirambóia (Anhembi)                                        |            |      | 1899   |
| 109º | Boa Esperança do Sul                                       | 727,0      | 1898 | 1895   |
|      | Trabiju (Boa Esperança do Sul)                             |            |      | 1934   |
| 110º | Colômbia                                                   | 725,0      | 1959 | 1944   |
| 111º | Pirassununga                                               | 722,0      | 1865 | 1842   |
|      | Cachoeira de Emas (Pirassununga)                           |            |      | 1959   |
| 112º | Tapiraí                                                    | 720,0      | 1959 | 1938   |
| 113º | Taquaritinga                                               | 718,0      | 1892 | 1880   |
|      | Guariroba (Taquaritinga)                                   |            |      | 1918   |
|      | Jurupema (Taquaritinga)                                    |            |      | 1912   |
|      | Santa Ernestina (Taquaritinga)                             |            |      | 1914   |
| 114º | Tatuí                                                      | 715,0      | 1844 | 1822   |
|      | Quadra (Tatuí)                                             |            |      | 1912   |
| 115º | Monte Aprazível                                            | 712,0      | 1924 | 1914   |
|      | Engenheiro Balduíno (Monte Aprazível)                      |            |      | 1953   |
|      | Itaiúba (Monte Aprazível)                                  |            |      | 1948   |
|      | Junqueira (Monte Aprazível)                                |            |      | 1930   |
|      | Sebastianópolis do Sul (Monte Aprazível)                   |            |      | 1953   |
|      | União (Monte Aprazível)                                    |            |      | 1948   |
| 116º | Jaboticabal                                                | 704,0      | 1867 | 1857   |
|      | 02º Subdistrito - Juca Quito (Jaboticabal)                 |            |      | 1941   |
|      | Córrego Rico (Jaboticabal)                                 |            |      | 1917   |
|      | Lusitânia (Jaboticabal)                                    |            |      | 1934   |
| 117º | Palestina                                                  | 702,0      | 1936 | 1927   |
|      | Duplo Céu (Palestina)                                      |            |      | 1944   |
|      | Jurupeba (Palestina)                                       |            |      | 1939   |
| 118º | Penápolis                                                  | 702,0      | 1913 | 1909   |
| 119º | Ribeirão Branco                                            | 697,0      | 1944 | 1883   |
| 120º | Ibitinga                                                   | 696,0      | 1890 | 1885   |
|      | Cambaratiba (Ibitinga)                                     |            |      | 1934   |
| 121º | Rio Claro                                                  | 691,0      | 1845 | 1830   |
|      | Ajapi (Rio Claro)                                          |            |      | 1948   |
|      | Assistência (Rio Claro)                                    |            |      | 1948   |
|      | Ipeúna (Rio Claro)                                         |            |      | 1894   |
| 122º | Registro                                                   | 688,0      | 1944 | 1934   |
| 123º | Jaú                                                        | 687,0      | 1866 | 1859   |
|      | Potunduva (Jaú)                                            |            |      | 1928   |
| 124º | Pilar do Sul                                               | 685,0      | 1936 | 1877   |
| 125º | Ubatuba                                                    | 682,0      | 1637 | 1637   |
|      | Picinguaba (Ubatuba)                                       |            |      | 1944   |
| 126º | Baurú                                                      | 674,0      | 1896 | 1893   |
|      | 02º Subdistrito - Vila Falcão (Baurú)                      |            |      | 1936   |
|      | Tibiriçá (Baurú)                                           |            |      | 1919   |
| 127º | Bebedouro                                                  | 674,0      | 1894 | 1892   |
|      | Botafogo (Bebedouro)                                       |            |      | 1922   |
|      | Turvínia (Bebedouro)                                       |            |      | 1939   |
| 128º | Matão                                                      | 671,0      | 1898 | 1897   |
|      | Dobrada (Matão)                                            |            |      | 1911   |
|      | São Lourenço do Turvo (Matão)                              |            |      | 1911   |
| 129º | Igarapava                                                  | 668,0      | 1873 | 1851   |
|      | Aramina (Igarapava)                                        |            |      | 1934   |
| 130º | Bofete                                                     | 645,0      | 1880 | 1866   |
| 131º | Getulina                                                   | 643,0      | 1935 | 1926   |
|      | Macucos (Getulina)                                         |            |      | 1936   |
|      | Santa América (Getulina)                                   |            |      | 1948   |
| 132º | Guaraci                                                    | 643,0      | 1944 | 1921   |
| 133º | Itu                                                        | 642,0      | 1654 | 1653   |
|      | Pirapitingui (Itu)                                         |            |      | 1944   |
| 134º | Patrocínio Paulista                                        | 635,0      | 1885 | 1874   |
| 135º | Riolândia                                                  | 635,0      | 1953 | 1935   |
| 136º | Estrela d'Oeste                                            | 632,0      | 1948 | 1947   |
|      | São João das Duas Pontes (Estrela d'Oeste)                 |            |      | 1959   |
|      | Turmalina (Estrela d'Oeste)                                |            |      | 1959   |
| 137º | Pedro de Toledo                                            | 631,0      | 1948 | 1929   |
| 138º | São Simão                                                  | 629,0      | 1865 | 1842   |
| 139º | Junqueirópolis                                             | 626,0      | 1948 | 1948   |
| 140º | Sorocaba                                                   | 620,0      | 1661 | 1654   |
|      | 02º Subdistrito - N. Sra. do Rosário (Sorocaba)            |            |      | 1880   |
|      | Brigadeiro Tobias (Sorocaba)                               |            |      | 1934   |
|      | Cajurú do Sul (Sorocaba)                                   |            |      | 1959   |
|      | Éden (Sorocaba)                                            |            |      | 1948   |
|      | Votorantim (Sorocaba)                                      |            |      | 1911   |
| 141º | Itajobi                                                    | 618,0      | 1918 | 1906   |
|      | Marapoama (Itajobi)                                        |            |      | 1936   |
| 142º | Luís Antônio                                               | 611,0      | 1959 | 1937   |
| 143º | Araras                                                     | 610,0      | 1871 | 1869   |
| 144º | Taubaté                                                    | 609,0      | 1645 | 1639   |
|      | 02º Subdistrito - Santa Terezinha (Taubaté)                |            |      | 1940   |
|      | Quiririm (Taubaté)                                         |            |      | 1925   |
| 145º | Auriflama                                                  | 603,0      | 1953 | 1942   |
|      | Guzolândia (Auriflama)                                     |            |      | 1959   |
| 146º | São José do Barreiro                                       | 600,0      | 1859 | 1842   |
| 147º | Dois Córregos                                              | 599,0      | 1874 | 1865   |
|      | Guarapuã (Dois Córregos)                                   |            |      | 1899   |
| 148º | Planalto                                                   | 597,0      | 1948 | 1934   |
|      | Zacarias (Planalto)                                        |            |      | 1948   |
| 149º | São Pedro                                                  | 596,0      | 1881 | 1864   |
| 150º | Capivari                                                   | 595,0      | 1832 | 1826   |
|      | Mombuca (Capivari)                                         |            |      | 1934   |
|      | Rafard (Capivari)                                          |            |      | 1929   |
| 151º | Votuporanga                                                | 590,0      | 1944 | 1940   |
|      | Parisi (Votuporanga)                                       |            |      | 1948   |
|      | Simonsen (Votuporanga)                                     |            |      | 1948   |
| 152º | Cândido Mota                                               | 589,0      | 1923 | 1921   |
|      | Frutal do Campo (Cândido Mota)                             |            |      | 1953   |
| 153º | Quatá                                                      | 588,0      | 1925 | 1924   |
| 154º | Tambaú                                                     | 586,0      | 1898 | 1892   |
| 155º | Itanhaém                                                   | 581,0      | 1561 | 1549   |
| 156º | Limeira                                                    | 579,0      | 1842 | 1830   |
| 157º | São José do Rio Preto                                      | 575,0      | 1894 | 1879   |
|      | 02º Subdistrito - Boa Vista (São José do Rio Preto)        |            |      | 1935   |
|      | Engenheiro Schmidt (São José do Rio Preto)                 |            |      | 1927   |
|      | Ipiguá (São José do Rio Preto)                             |            |      | 1927   |
|      | Talhado (São José do Rio Preto)                            |            |      | 1944   |
| 158º | Cerqueira César                                            | 574,0      | 1917 | 1899   |
| 159º | Guareí                                                     | 569,0      | 1936 | 1871   |
| 160º | Porto Feliz                                                | 569,0      | 1797 | 1728   |
| 161º | Itirapina                                                  | 567,0      | 1935 | 1890   |
|      | Itaqueri da Serra (Itirapina)                              |            |      | 1903   |
| 162º | Ipuã                                                       | 564,0      | 1948 | 1877   |
| 163º | Lins                                                       | 564,0      | 1919 | 1913   |
|      | 02º Subdistrito - Monlevade (Lins)                         |            |      | 1936   |
|      | Guapiranga (Lins)                                          |            |      | 1948   |
| 164º | Araçoiaba da Serra                                         | 555,0      | 1936 | 1821   |
|      | Bacaetava (Araçoiaba da Serra)                             |            |      | 1953   |
|      | Capela do Alto (Araçoiaba da Serra)                        |            |      | 1953   |
| 165º | Presidente Prudente                                        | 555,0      | 1921 | 1921   |
|      | Ameliópolis (Presidente Prudente)                          |            |      | 1953   |
|      | Eneida (Presidente Prudente)                               |            |      | 1944   |
|      | Floresta do Sul (Presidente Prudente)                      |            |      | 1953   |
|      | Montalvão (Presidente Prudente)                            |            |      | 1938   |
| 166º | Iacanga                                                    | 551,0      | 1924 | 1909   |
| 167º | Birigui                                                    | 549,0      | 1921 | 1914   |
|      | 02º Subdistrito - Birigui de Cima (Birigui)                |            |      | 1941   |
| 168º | Garça                                                      | 549,0      | 1928 | 1925   |
|      | Jafa (Garça)                                               |            |      | 1953   |
| 169º | Lavínia                                                    | 547,0      | 1944 | 1938   |
|      | Tabajara (Lavínia)                                         |            |      | 1948   |
| 170º | Borborema                                                  | 545,0      | 1925 | 1909   |
| 171º | Palmital                                                   | 544,0      | 1919 | 1916   |
|      | Sussuí (Palmital)                                          |            |      | 1927   |
| 172º | Avaí                                                       | 533,0      | 1919 | 1910   |
|      | Nogueira (Avaí)                                            |            |      | 1927   |
| 173º | Taciba                                                     | 531,0      | 1953 | 1934   |
| 174º | Itapira                                                    | 529,0      | 1858 | 1847   |
|      | Barão Ataliba Nogueira (Itapira)                           |            |      | 1948   |
|      | Eleutério (Itapira)                                        |            |      | 1948   |
| 175º | Sandovalina                                                | 529,0      | 1959 | 1953   |
| 176º | Sud Mennucci                                               | 526,0      | 1959 | 1948   |
| 177º | Echaporã                                                   | 507,0      | 1938 | 1938   |
| 178º | Guaraçai                                                   | 507,0      | 1948 | 1938   |
| 179º | Caiuá                                                      | 505,0      | 1953 | 1928   |
| 180º | Jardinópolis                                               | 504,0      | 1898 | 1892   |
|      | Jurucê (Jardinópolis)                                      |            |      | 1918   |
| 181º | Pitangueiras                                               | 502,0      | 1893 | 1892   |
|      | Ibitiúva (Pitangueiras)                                    |            |      | 1919   |
|      | Taquaral (Pitangueiras)                                    |            |      | 1919   |
| 182º | São João da Boa Vista                                      | 500,0      | 1859 | 1838   |
| 183º | Flórida Paulista                                           | 497,0      | 1948 | 1944   |
|      | Atlântida (Flórida Paulista)                               |            |      | 1948   |
|      | Indaiá do Aguapeí (Flórida Paulista)                       |            |      | 1953   |
| 184º | Dracena                                                    | 489,0      | 1948 | 1948   |
|      | Jaciporã (Dracena)                                         |            |      | 1948   |
|      | Jamaica (Dracena)                                          |            |      | 1953   |
| 185º | Mogi Mirim                                                 | 484,0      | 1769 | 1751   |
| 186º | Fartura                                                    | 482,0      | 1891 | 1884   |
| 187º | Caraguatatuba                                              | 480,0      | 1857 | 1847   |
| 188º | Arealva                                                    | 479,0      | 1948 | 1911   |
|      | Jacuba (Arealva)                                           |            |      | 1944   |
| 189º | São Sebastião                                              | 479,0      | 1636 | 1636   |
|      | Maresias (São Sebastião)                                   |            |      | 1944   |
| 190º | Atibaia                                                    | 478,0      | 1769 | 1747   |
| 191º | Lutécia                                                    | 478,0      | 1944 | 1929   |
| 192º | Campos Novos Paulista                                      | 473,0      | 1948 | 1880   |
| 193º | Ribeirão Bonito                                            | 472,0      | 1890 | 1882   |
|      | Guarapiranga (Ribeirão Bonito)                             |            |      | 1906   |
| 194º | Guarantã                                                   | 471,0      | 1944 | 1924   |
| 195º | Lorena                                                     | 470,0      | 1788 | 1718   |
| 196º | Piquerobi                                                  | 469,0      | 1948 | 1928   |
| 197º | Itatiba                                                    | 468,0      | 1857 | 1830   |
|      | Morungaba (Itatiba)                                        |            |      | 1891   |
| 198º | Socorro                                                    | 468,0      | 1871 | 1838   |
| 199º | Tabapuã                                                    | 467,0      | 1919 | 1907   |
|      | Novais (Tabapuã)                                           |            |      | 1924   |
| 200º | Conchas                                                    | 465,0      | 1916 | 1896   |
|      | Juquiratiba (Conchas)                                      |            |      | 1944   |
| 201º | Caconde                                                    | 464,0      | 1864 | 1775   |
|      | Barrânia (Caconde)                                         |            |      | 1936   |
| 202º | Amparo                                                     | 463,0      | 1857 | 1839   |
|      | Arcadas (Amparo)                                           |            |      | 1948   |
| 203º | Jacareí                                                    | 463,0      | 1653 | 1652   |
| 204º | Aguaí                                                      | 462,0      | 1944 | 1898   |
| 205º | Gália                                                      | 459,0      | 1927 | 1926   |
|      | Fernão (Gália)                                             |            |      | 1928   |
| 206º | Américo de Campos                                          | 457,0      | 1948 | 1926   |
|      | Pontes Gestal (Américo de Campos)                          |            |      | 1948   |
| 207º | Tietê                                                      | 453,0      | 1842 | 1811   |
|      | Jumirim (Tietê)                                            |            |      | 1939   |
| 208º | São Roque                                                  | 451,0      | 1832 | 1768   |
|      | Araçariguama (São Roque)                                   |            |      | 1701   |
|      | Canguera (São Roque)                                       |            |      | 1959   |
|      | São João Novo (São Roque)                                  |            |      | 1944   |
| 209º | Taquarituba                                                | 451,0      | 1925 | 1896   |
| 210º | Cosmorama                                                  | 450,0      | 1948 | 1936   |
| 211º | Bariri                                                     | 444,0      | 1890 | 1877   |
| 212º | Adamantina                                                 | 428,0      | 1948 | 1948   |
| 213º | Cotia                                                      | 421,0      | 1856 | 1723   |
|      | Caucaia do Alto (Cotia)                                    |            |      | 1944   |
|      | Jandira (Cotia)                                            |            |      | 1948   |
| 214º | Salesópolis                                                | 418,0      | 1857 | 1838   |
| 215º | Guapiara                                                   | 412,0      | 1948 | 1902   |
| 216º | Silveiras                                                  | 412,0      | 1842 | 1830   |
| 217º | São Bernardo do Campo                                      | 411,0      | 1944 | 1812   |
|      | Riacho Grande (São Bernardo do Campo)                      |            |      | 1948   |
| 218º | São José do Rio Pardo                                      | 407,0      | 1885 | 1874   |
| 219º | Nhandeara                                                  | 406,0      | 1944 | 1935   |
| 220º | Reginópolis                                                | 405,0      | 1948 | 1922   |
| 221º | Sertãozinho                                                | 405,0      | 1896 | 1885   |
|      | Cruz das Posses (Sertãozinho)                              |            |      | 1898   |
| 222º | Colina                                                     | 404,0      | 1925 | 1917   |
| 223º | Leme                                                       | 403,0      | 1895 | 1891   |
| 224º | Paulicéia                                                  | 395,0      | 1948 | 1948   |
| 225º | Pinhal                                                     | 394,0      | 1877 | 1860   |
| 226º | Piratininga                                                | 392,0      | 1913 | 1907   |
| 227º | Quintana                                                   | 388,0      | 1944 | 1936   |
| 228º | Catanduva                                                  | 387,0      | 1917 | 1909   |
|      | Elisiário (Catanduva)                                      |            |      | 1923   |
| 229º | Laranjal Paulista                                          | 387,0      | 1917 | 1896   |
|      | Laras (Laranjal Paulista)                                  |            |      | 1919   |
|      | Maristela (Laranjal Paulista)                              |            |      | 1948   |
| 230º | João Ramalho                                               | 384,0      | 1959 | 1935   |
| 231º | Guarani d'Oeste                                            | 382,0      | 1959 | 1953   |
| 232º | Parapuã                                                    | 381,0      | 1944 | 1943   |
| 233º | Pontal                                                     | 380,0      | 1935 | 1907   |
|      | Cândia (Pontal)                                            |            |      | 1953   |
| 234º | Caçapava                                                   | 378,0      | 1855 | 1850   |
| 235º | Guapuã                                                     | 378,0      | 1959 | 1910   |
| 236º | Joanópolis                                                 | 377,0      | 1895 | 1893   |
| 237º | Lucélia                                                    | 377,0      | 1944 | 1944   |
|      | Pracinha (Lucélia)                                         |            |      | 1948   |
| 238º | Piracaia                                                   | 374,0      | 1859 | 1836   |
|      | Batatuba (Piracaia)                                        |            |      | 1948   |
| 239º | Icém                                                       | 371,0      | 1953 | 1914   |
| 240º | Pariquera-Açu                                              | 370,0      | 1953 | 1935   |
| 241º | Ribeirão Vermelho do Sul                                   | 368,0      | 1953 | 1894   |
| 242º | Dolcinópolis                                               | 367,0      | 1959 | 1948   |
|      | Paranapuã (Dolcinópolis)                                   |            |      | 1959   |
| 243º | Tabatinga                                                  | 363,0      | 1925 | 1911   |
|      | Curupá (Tabatinga)                                         |            |      | 1959   |
| 244º | Bocaina                                                    | 361,0      | 1891 | 1891   |
| 245º | Santa Isabel                                               | 361,0      | 1832 | 1812   |
| 246º | Rinópolis                                                  | 360,0      | 1944 | 1937   |
| 247º | Guará                                                      | 359,0      | 1925 | 1914   |
|      | Pioneiros (Guará)                                          |            |      | 1948   |
| 248º | Salto Grande                                               | 359,0      | 1911 | 1891   |
|      | Ribeirão dos Pintos (Salto Grande)                         |            |      | 1936   |
| 249º | Álvares Machado                                            | 357,0      | 1944 | 1927   |
|      | Coronel Goulart (Álvares Machado)                          |            |      | 1938   |
| 250º | Coroados                                                   | 355,0      | 1928 | 1925   |
|      | Brejo Alegre (Coroados)                                    |            |      | 1944   |
| 251º | Macaubal                                                   | 355,0      | 1948 | 1928   |
|      | Monções (Macaubal)                                         |            |      | 1945   |
| 252º | Palmeira d'Oeste                                           | 349,0      | 1959 | 1948   |
| 253º | Monte Alto                                                 | 348,0      | 1895 | 1895   |
| 254º | Potirendaba                                                | 346,0      | 1925 | 1919   |
| 255º | Porangaba                                                  | 345,0      | 1927 | 1885   |
|      | Torre de Pedra (Porangaba)                                 |            |      | 1922   |
| 256º | Avanhandava                                                | 344,0      | 1925 | 1909   |
| 257º | Sarapuí                                                    | 342,0      | 1937 | 1844   |
| 258º | Panorama                                                   | 339,0      | 1953 | 1948   |
| 259º | Altair                                                     | 338,0      | 1959 | 1938   |
| 260º | Monteiro Lobato                                            | 338,0      | 1948 | 1857   |
| 261º | Álvares Florence                                           | 337,0      | 1948 | 1926   |
| 262º | Ilhabela                                                   | 336,0      | 1934 | 1805   |
|      | Cambaquara (Ilhabela)                                      |            |      | 1944   |
|      | Paranabi (Ilhabela)                                        |            |      | 1944   |
| 263º | Nuporanga                                                  | 335,0      | 1926 | 1873   |
| 264º | Guarulhos                                                  | 334,0      | 1880 | 1685   |
| 265º | Santa Adélia                                               | 334,0      | 1916 | 1910   |
|      | Botelho (Santa Adélia)                                     |            |      | 1936   |
|      | Ururaí (Santa Adélia)                                      |            |      | 1919   |
| 266º | Artur Nogueira                                             | 331,0      | 1948 | 1916   |
| 267º | Peruíbe                                                    | 328,0      | 1959 | 1959   |
| 268º | Platina                                                    | 328,0      | 1953 | 1894   |
| 269º | Anhumas                                                    | 326,0      | 1953 | 1928   |
| 270º | Urânia                                                     | 326,0      | 1959 | 1953   |
| 271º | São Joaquim da Barra                                       | 324,0      | 1917 | 1902   |
| 272º | Guapiaçu                                                   | 323,0      | 1953 | 1927   |
| 273º | Iacri                                                      | 323,0      | 1959 | 1937   |
|      | Anápolis (Iacri)                                           |            |      | 1959   |
| 274º | Torrinha                                                   | 323,0      | 1922 | 1896   |
| 275º | Buritama                                                   | 322,0      | 1948 | 1927   |
| 276º | Nazaré Paulista                                            | 322,0      | 1850 | 1676   |
| 277º | Santa Cruz das Palmeiras                                   | 322,0      | 1885 | 1881   |
| 278º | Urupês                                                     | 322,0      | 1928 | 1921   |
|      | São João de Itaguaçu (Urupês)                              |            |      | 1953   |
| 279º | Redenção da Serra                                          | 317,0      | 1935 | 1860   |
| 280º | Populina                                                   | 316,0      | 1959 | 1953   |
| 281º | Florínea                                                   | 315,0      | 1953 | 1944   |
| 282º | Pacaembu                                                   | 315,0      | 1948 | 1944   |
| 283º | Cruzeiro                                                   | 314,0      | 1901 | 1891   |
|      | 02º Subdistrito - Itagaçaba (Cruzeiro)                     |            |      | 1921   |
| 284º | Analândia                                                  | 312,0      | 1897 | 1890   |
| 285º | Indiaporã                                                  | 312,0      | 1953 | 1948   |
| 286º | Sabino                                                     | 312,0      | 1953 | 1934   |
| 287º | Sales Oliveira                                             | 310,0      | 1944 | 1906   |
| 288º | Mairinque                                                  | 309,0      | 1959 | 1908   |
| 289º | Mairiporã                                                  | 307,0      | 1889 | 1642   |
| 290º | Presidente Alves                                           | 307,0      | 1927 | 1914   |
|      | Guaricanga (Presidente Alves)                              |            |      | 1926   |
| 291º | Sales                                                      | 307,0      | 1959 | 1927   |
| 292º | Alto Alegre                                                | 305,0      | 1953 | 1934   |
|      | Jatobá (Alto Alegre)                                       |            |      | 1959   |
|      | São Martinho d'Oeste (Alto Alegre)                         |            |      | 1953   |
| 293º | Areias                                                     | 304,0      | 1816 | 1801   |
| 294º | Cravinhos                                                  | 302,0      | 1897 | 1893   |
| 295º | Orlândia                                                   | 302,0      | 1909 | 1909   |
| 296º | Igaratá                                                    | 301,0      | 1953 | 1864   |
| 297º | Santo Antônio da Alegria                                   | 300,0      | 1885 | 1866   |
| 298º | Indaiatuba                                                 | 299,0      | 1859 | 1830   |
| 299º | Ocauçú                                                     | 299,0      | 1959 | 1934   |
| 300º | Ouro Verde                                                 | 297,0      | 1953 | 1948   |
|      | Arabela (Ouro Verde)                                       |            |      | 1953   |
| 301º | Ibaté                                                      | 296,0      | 1953 | 1900   |
| 302º | Itariri                                                    | 295,0      | 1948 | 1938   |
|      | Ana Dias (Itariri)                                         |            |      | 1948   |
| 303º | São Vicente                                                | 295,0      | 1532 | 1532   |
|      | 02º Subdistrito - Boqueirão (São Vicente)                  |            |      | 1959   |
|      | Solemar (São Vicente)                                      |            |      | 1948   |
| 304º | Brodósqui                                                  | 294,0      | 1913 | 1902   |
| 305º | Herculândia                                                | 294,0      | 1944 | 1930   |
|      | Juliânia (Herculândia)                                     |            |      | 1944   |
| 306º | Bento de Abreu                                             | 293,0      | 1948 | 1933   |
| 307º | São José da Bela Vista                                     | 293,0      | 1948 | 1897   |
| 308º | Santa Branca                                               | 289,0      | 1856 | 1841   |
| 309º | Ubirajara                                                  | 289,0      | 1948 | 1928   |
| 310º | Campos do Jordão                                           | 288,0      | 1934 | 1915   |
| 311º | Magda                                                      | 288,0      | 1953 | 1944   |
| 312º | Boituva                                                    | 284,0      | 1937 | 1906   |
|      | Iperó (Boituva)                                            |            |      | 1944   |
| 313º | Santa Rosa de Viterbo                                      | 284,0      | 1910 | 1896   |
| 314º | Serra Azul                                                 | 284,0      | 1927 | 1893   |
| 315º | Ourinhos                                                   | 282,0      | 1918 | 1915   |
| 316º | Rincão                                                     | 280,0      | 1948 | 1909   |
| 317º | Meridiano                                                  | 279,0      | 1959 | 1948   |
| 318º | Tupi Paulista                                              | 279,0      | 1948 | 1944   |
|      | Guaraciaba d'Oeste (Tupi Paulista)                         |            |      | 1953   |
|      | Oásis (Tupi Paulista)                                      |            |      | 1948   |
| 319º | Cachoeira Paulista                                         | 277,0      | 1880 | 1876   |
| 320º | Duartina                                                   | 273,0      | 1926 | 1922   |
| 321º | Santa Albertina                                            | 273,0      | 1959 | 1953   |
| 322º | Ibirá                                                      | 270,0      | 1921 | 1906   |
| 323º | Santa Bárbara d'Oeste                                      | 270,0      | 1869 | 1842   |
| 324º | Guaiçara                                                   | 269,0      | 1953 | 1922   |
| 325º | Buritizal                                                  | 268,0      | 1953 | 1897   |
| 326º | Cabreúva                                                   | 267,0      | 1859 | 1830   |
| 327º | Vargem Grande do Sul                                       | 267,0      | 1921 | 1891   |
| 328º | Santa Maria da Serra                                       | 266,0      | 1959 | 1881   |
| 329º | Cajobi                                                     | 265,0      | 1926 | 1908   |
|      | Embaúba (Cajobi)                                           |            |      | 1934   |
|      | Monte Verde Paulista (Cajobi)                              |            |      | 1953   |
| 330º | Regente Feijó                                              | 265,0      | 1935 | 1925   |
|      | Espigão (Regente Feijó)                                    |            |      | 1948   |
| 331º | Corumbataí                                                 | 264,0      | 1948 | 1919   |
| 332º | Guariba                                                    | 264,0      | 1917 | 1904   |
| 333º | Monte Azul Paulista                                        | 264,0      | 1914 | 1903   |
|      | Marcondésia (Monte Azul Paulista)                          |            |      | 1925   |
| 334º | Guararema                                                  | 262,0      | 1898 | 1890   |
| 335º | Irapuã                                                     | 259,0      | 1944 | 1930   |
| 336º | Lagoinha                                                   | 257,0      | 1953 | 1866   |
| 337º | Monte Castelo                                              | 257,0      | 1953 | 1948   |
| 338º | São Bento do Sapucaí                                       | 257,0      | 1858 | 1832   |
| 339º | Salto de Pirapora                                          | 255,0      | 1953 | 1911   |
| 340º | Turiúba                                                    | 255,0      | 1959 | 1944   |
|      | Lourdes (Turiúba)                                          |            |      | 1959   |
| 341º | Vera Cruz                                                  | 252,0      | 1934 | 1929   |
| 342º | Caiabu                                                     | 251,0      | 1953 | 1944   |
|      | Esperança d'Oeste (Caiabu)                                 |            |      | 1953   |
|      | Iubatinga (Caiabu)                                         |            |      | 1953   |
| 343º | Murutinga do Sul                                           | 251,0      | 1953 | 1944   |
| 344º | Gastão Vidigal                                             | 250,0      | 1953 | 1948   |
|      | Nova Luzitânia (Gastão Vidigal)                            |            |      | 1953   |
| 345º | Uchôa                                                      | 249,0      | 1925 | 1913   |
| 346º | Jaborandi                                                  | 248,0      | 1948 | 1924   |
| 347º | Divinolândia                                               | 246,0      | 1953 | 1865   |
|      | Campestrinho (Divinolândia)                                |            |      | 1959   |
| 348º | Porto Ferreira                                             | 246,0      | 1896 | 1888   |
| 349º | Mirassol                                                   | 245,0      | 1924 | 1919   |
|      | Ruilândia (Mirassol)                                       |            |      | 1948   |
| 350º | Rubiácea                                                   | 244,0      | 1948 | 1944   |
| 351º | Chavantes                                                  | 243,0      | 1922 | 1917   |
|      | Canitar (Chavantes)                                        |            |      | 1944   |
|      | Irapé (Chavantes)                                          |            |      | 1935   |
| 352º | Queluz                                                     | 242,0      | 1842 | 1803   |
| 353º | Aparecida                                                  | 241,0      | 1928 | 1891   |
|      | Roseira (Aparecida)                                        |            |      | 1944   |
| 354º | Osvaldo Cruz                                               | 241,0      | 1944 | 1942   |
|      | Lagoa Azul (Osvaldo Cruz)                                  |            |      | 1953   |
| 355º | Bernardino de Campos                                       | 239,0      | 1923 | 1917   |
| 356º | Cabrália Paulista                                          | 236,0      | 1948 | 1922   |
| 357º | Monte Mor                                                  | 236,0      | 1871 | 1832   |
| 358º | Pereiras                                                   | 236,0      | 1889 | 1876   |
| 359º | São Sebastião da Grama                                     | 235,0      | 1925 | 1896   |
| 360º | Irapuru                                                    | 231,0      | 1953 | 1948   |
| 361º | Oriente                                                    | 231,0      | 1944 | 1934   |
| 362º | Ibirarema                                                  | 230,0      | 1944 | 1922   |
| 363º | Glicério                                                   | 229,0      | 1925 | 1920   |
|      | Juritis (Glicério)                                         |            |      | 1944   |
| 364º | Nova Aliança                                               | 228,0      | 1944 | 1926   |
|      | Nova Itapirema (Nova Aliança)                              |            |      | 1935   |
| 365º | Tapiratiba                                                 | 228,0      | 1928 | 1906   |
| 366º | Terra Roxa                                                 | 227,0      | 1948 | 1925   |
| 367º | Itaju                                                      | 226,0      | 1953 | 1913   |
| 368º | Macatuba                                                   | 226,0      | 1924 | 1912   |
| 369º | Sumaré                                                     | 226,0      | 1953 | 1909   |
|      | Hortolândia (Sumaré)                                       |            |      | 1953   |
|      | Nova Veneza (Sumaré)                                       |            |      | 1959   |
| 370º | Floreal                                                    | 224,0      | 1959 | 1940   |
| 371º | Piacatu                                                    | 224,0      | 1953 | 1944   |
| 372º | Três Fronteiras                                            | 223,0      | 1959 | 1948   |
| 373º | Oscar Bressane                                             | 222,0      | 1948 | 1933   |
| 374º | Viradouro                                                  | 222,0      | 1916 | 1906   |
| 375º | Rio das Pedras                                             | 221,0      | 1894 | 1889   |
| 376º | Flora Rica                                                 | 220,0      | 1953 | 1948   |
| 377º | Guaimbê                                                    | 219,0      | 1953 | 1934   |
|      | Fátima (Guaimbê)                                           |            |      | 1959   |
| 378º | Adolfo                                                     | 218,0      | 1959 | 1944   |
| 379º | Neves Paulista                                             | 217,0      | 1944 | 1927   |
|      | Barra Dourada (Neves Paulista)                             |            |      | 1925   |
|      | Miraluz (Neves Paulista)                                   |            |      | 1948   |
| 380º | Pardinho                                                   | 216,0      | 1959 | 1891   |
| 381º | Ariranha                                                   | 214,0      | 1918 | 1907   |
|      | Palmares Paulista (Ariranha)                               |            |      | 1907   |
| 382º | Conchal                                                    | 212,0      | 1948 | 1919   |
| 383º | Barbosa                                                    | 205,0      | 1959 | 1944   |
| 384º | Elias Fausto                                               | 203,0      | 1944 | 1925   |
|      | Cardeal (Elias Fausto)                                     |            |      | 1948   |
| 385º | Serra Negra                                                | 203,0      | 1859 | 1841   |
| 386º | Óleo                                                       | 201,0      | 1917 | 1891   |
|      | Batista Botelho (Óleo)                                     |            |      | 1925   |
| 387º | Pirangi                                                    | 201,0      | 1935 | 1913   |
| 388º | Timburi                                                    | 201,0      | 1948 | 1903   |
| 389º | Dourado                                                    | 200,0      | 1897 | 1891   |
| 390º | Jarinú                                                     | 200,0      | 1948 | 1842   |
| 391º | Cedral                                                     | 198,0      | 1929 | 1919   |
| 392º | Jambeiro                                                   | 198,0      | 1876 | 1872   |
| 393º | Mineiros do Tietê                                          | 198,0      | 1898 | 1891   |
| 394º | Cássia dos Coqueiros                                       | 195,0      | 1959 | 1899   |
| 395º | Ipauçu                                                     | 195,0      | 1915 | 1898   |
| 396º | Lucianópolis                                               | 193,0      | 1953 | 1924   |
| 397º | Salmourão                                                  | 193,0      | 1959 | 1948   |
| 398º | Clementina                                                 | 192,0      | 1953 | 1944   |
|      | Lauro Penteado (Clementina)                                |            |      | 1953   |
| 399º | Mendonça                                                   | 192,0      | 1959 | 1936   |
| 400º | Cesário Lange                                              | 190,0      | 1959 | 1908   |
| 401º | Mariápolis                                                 | 190,0      | 1953 | 1948   |
|      | Mourão (Mariápolis)                                        |            |      | 1959   |
| 402º | Franco da Rocha                                            | 188,0      | 1944 | 1934   |
|      | Francisco Morato (Franco da Rocha)                         |            |      | 1948   |
| 403º | Tremembé                                                   | 185,0      | 1896 | 1891   |
| 404º | Pindorama                                                  | 184,0      | 1925 | 1917   |
|      | Roberto (Pindorama)                                        |            |      | 1934   |
| 405º | Braúna                                                     | 183,0      | 1953 | 1928   |
| 406º | Pongaí                                                     | 183,0      | 1948 | 1927   |
| 407º | Santo André                                                | 182,0      | 1938 | 1910   |
|      | 02º Subdistrito - Utinga (Santo André)                     |            |      | 1944   |
|      | Paranapiacaba (Santo André)                                |            |      | 1907   |
| 408º | Santópolis do Aguapeí                                      | 181,0      | 1959 | 1953   |
| 409º | Charqueada                                                 | 179,0      | 1953 | 1911   |
|      | Paraisolândia (Charqueada)                                 |            |      | 1959   |
| 410º | Santana de Parnaíba                                        | 179,0      | 1625 | 1625   |
| 411º | Cosmópolis                                                 | 178,0      | 1944 | 1906   |
| 412º | Paraíso                                                    | 176,0      | 1953 | 1933   |
| 413º | Manduri                                                    | 175,0      | 1944 | 1907   |
|      | São Berto (Manduri)                                        |            |      | 1948   |
| 414º | Mirassolândia                                              | 174,0      | 1959 | 1935   |
| 415º | Bastos                                                     | 173,0      | 1944 | 1936   |
| 416º | Bilac                                                      | 173,0      | 1944 | 1933   |
| 417º | Rifaina                                                    | 172,0      | 1948 | 1873   |
| 418º | Fernando Prestes                                           | 170,0      | 1935 | 1914   |
|      | Agulha (Fernando Prestes)                                  |            |      | 1936   |
| 419º | Piquete                                                    | 170,0      | 1891 | 1875   |
| 420º | Pradópolis                                                 | 170,0      | 1959 | 1916   |
| 421º | Santa Lúcia                                                | 169,0      | 1959 | 1910   |
| 422º | Luisiânia                                                  | 168,0      | 1959 | 1944   |
| 423º | Santa Mercedes                                             | 168,0      | 1953 | 1948   |
|      | Terra Nova d'Oeste (Santa Mercedes)                        |            |      | 1953   |
| 424º | Lavrinhas                                                  | 167,0      | 1944 | 1917   |
|      | Pinheiros (Lavrinhas)                                      |            |      | 1948   |
| 425º | Suzano                                                     | 167,0      | 1948 | 1919   |
| 426º | Salto                                                      | 160,0      | 1889 | 1885   |
| 427º | Nova Europa                                                | 159,0      | 1953 | 1913   |
| 428º | Álvaro de Carvalho                                         | 158,0      | 1948 | 1936   |
| 429º | Águas da Prata                                             | 155,0      | 1935 | 1925   |
|      | São Roque da Fartura (Águas da Prata)                      |            |      | 1948   |
| 430º | Itirapuã                                                   | 154,0      | 1948 | 1900   |
| 431º | Lupércio                                                   | 150,0      | 1953 | 1936   |
| 432º | Cubatão                                                    | 148,0      | 1948 | 1922   |
| 433º | Santa Cruz da Conceição                                    | 148,0      | 1953 | 1881   |
| 434º | Santo Antônio de Posse                                     | 147,0      | 1953 | 1893   |
| 435º | Bálsamo                                                    | 146,0      | 1953 | 1925   |
| 436º | Americana                                                  | 144,0      | 1924 | 1904   |
| 437º | Barrinha                                                   | 144,0      | 1953 | 1936   |
| 438º | Catiguá                                                    | 144,0      | 1959 | 1938   |
| 439º | Itobi                                                      | 144,0      | 1959 | 1898   |
| 440º | Uru                                                        | 144,0      | 1953 | 1934   |
| 441º | Barra Bonita                                               | 142,0      | 1912 | 1896   |
| 442º | Nipoã                                                      | 142,0      | 1953 | 1923   |
| 443º | Poloni                                                     | 141,0      | 1953 | 1933   |
| 444º | Santo Antônio do Pinhal                                    | 141,0      | 1959 | 1880   |
| 445º | Itapuí                                                     | 140,0      | 1913 | 1896   |
| 446º | Ribeirão Pires                                             | 138,0      | 1953 | 1896   |
|      | Icatuaçu (Ribeirão Pires)                                  |            |      | 1953   |
|      | Iupeba (Ribeirão Pires)                                    |            |      | 1953   |
| 447º | Guarujá                                                    | 137,0      | 1934 | 1922   |
|      | Vicente de Carvalho (Guarujá)                              |            |      | 1953   |
| 448º | Jaci                                                       | 137,0      | 1959 | 1925   |
| 449º | Alfredo Marcondes                                          | 136,0      | 1948 | 1938   |
| 450º | Gabriel Monteiro                                           | 136,0      | 1959 | 1948   |
| 451º | Vinhedo                                                    | 134,0      | 1948 | 1908   |
|      | Louveira (Vinhedo)                                         |            |      | 1953   |
| 452º | Indiana                                                    | 133,0      | 1948 | 1934   |
| 453º | Valentim Gentil                                            | 133,0      | 1948 | 1948   |
| 454º | Cajamar                                                    | 132,0      | 1959 | 1938   |
| 455º | Severínia                                                  | 132,0      | 1953 | 1921   |
| 456º | Mongaguá                                                   | 131,0      | 1959 | 1948   |
| 457º | Taiúva                                                     | 130,0      | 1948 | 1908   |
| 458º | Júlio Mesquita                                             | 129,0      | 1948 | 1938   |
| 459º | Serrana                                                    | 128,0      | 1948 | 1912   |
| 460º | Sagres                                                     | 127,0      | 1959 | 1948   |
| 461º | Cerquilho                                                  | 126,0      | 1948 | 1914   |
| 462º | Cordeirópolis                                              | 123,0      | 1948 | 1899   |
| 463º | Bom Jesus dos Perdões                                      | 120,0      | 1959 | 1916   |
| 464º | Monte Alegre do Sul                                        | 117,0      | 1948 | 1887   |
| 465º | Jaguariúna                                                 | 116,0      | 1953 | 1896   |
| 466º | Pedreira                                                   | 116,0      | 1896 | 1890   |
| 467º | Boracéia                                                   | 113,0      | 1959 | 1934   |
| 468º | Borboleta                                                  | 112,0      | 1959 | 1926   |
| 469º | Santo Expedito                                             | 111,0      | 1959 | 1948   |
| 470º | Sarutaiá                                                   | 111,0      | 1959 | 1906   |
| 471º | Valinhos                                                   | 111,0      | 1953 | 1896   |
| 472º | São João do Pau d'Alho                                     | 108,0      | 1959 | 1953   |
| 473º | Taiaçu                                                     | 108,0      | 1953 | 1903   |
| 474º | Iracemápolis                                               | 105,0      | 1953 | 1923   |
| 475º | Taguaí                                                     | 105,0      | 1959 | 1911   |
| 476º | Caieiras                                                   | 104,0      | 1959 | 1938   |
| 477º | Santo Antônio do Jardim                                    | 104,0      | 1953 | 1915   |
| 478º | Santa Gertrudes                                            | 100,0      | 1948 | 1916   |
| 479º | Pirapora do Bom Jesus                                      | 99,0       | 1959 | 1892   |
| 480º | Arujá                                                      | 96,0       | 1959 | 1852   |
| 481º | Balbinos                                                   | 94,0       | 1953 | 1935   |
| 482º | Vista Alegre do Alto                                       | 94,0       | 1959 | 1926   |
| 483º | Alvinlândia                                                | 91,0       | 1959 | 1948   |
| 484º | Igaraçu do Tietê                                           | 90,0       | 1953 | 1903   |
| 485º | Inúbia Paulista                                            | 89,0       | 1959 | 1948   |
| 486º | Itapevi                                                    | 88,0       | 1959 | 1920   |
| 487º | Areiópolis                                                 | 85,0       | 1959 | 1917   |
| 488º | Itaquaquecetuba                                            | 83,0       | 1953 | 1838   |
| 489º | Águas de Lindóia                                           | 81,0       | 1953 | 1953   |
|      | Lindóia (Águas de Lindóia)                                 |            |      | 1899   |
| 490º | Osasco                                                     | 71,0       | 1959 | 1918   |
| 491º | Cândido Rodrigues                                          | 70,0       | 1959 | 1918   |
| 492º | Barueri                                                    | 67,0       | 1948 | 1918   |
|      | Aldeia (Barueri)                                           |            |      | 1948   |
|      | Carapicuíba (Barueri)                                      |            |      | 1948   |
| 493º | Mauá                                                       | 67,0       | 1953 | 1934   |
| 494º | Nova Odessa                                                | 62,0       | 1959 | 1938   |
| 495º | Embu                                                       | 50,0       | 1959 | 1880   |
| 496º | Nova Guataporanga                                          | 36,0       | 1959 | 1953   |
| 497º | Poá                                                        | 35,0       | 1948 | 1919   |
| 498º | Diadema                                                    | 32,0       | 1959 | 1948   |
| 499º | Taboão da Serra                                            | 20,0       | 1959 | 1953   |
| 500º | Ferraz de Vasconcelos                                      | 18,0       | 1953 | 1947   |
| 501º | São Caetano do Sul                                         | 11,0       | 1948 | 1916   |
| 502º | Águas de São Pedro                                         | 3,0        | 1948 | 1948   |